# Aplosonyx ancora
Aplosonyx ancora (лат.) — вид жуков-листоедов рода Aplosonyx из подсемейства козявки (Galerucinae, Chrysomelidae). Распространен в Юго-Восточной Азии (Вьетнам, Китай). Мелкие жуки (длина тела около 1 см). Этот вид отличается усиками с антенномерами 1—6 жёлтыми и антенномерами 7—11 коричневыми, переднеспинка и надкрылья густо покрыты крупными точками, а вершина эдеагуса отчетливо заострена. У близкого вида A. fulvescens переднеспинка и надкрылья покрыты точками редко, усики коричневые с антенномерами 1—3 жёлтые, а эдеагус сужен посередине и его вершина слегка заострена; при боковом виде вершина сильно изогнута. Этот вид отличается от A. ancorella тем, что на брюшке нет чёрных пятен, а промежутки между точками на надкрыльях не морщинистые. Голова маленькая, лобные бугорки отчётливые, усики тонкие, доходят до середины каждого надкрылья, в целом три базальных антенномера блестящие, антенномер 2 самый короткий, антенномер 3 длиннее антенномера 2, антенномер 4 самый длинный и длиннее антенномеров 2 и 3 вместе взятых. Пронотум шире головы, почти в 2 раза шире её длины.